# Simonas Alperavičius
Simonas Alperavičius (ur. 11 października 1928 w Wilnie, zm. 27 marca 2014 tamże) – litewski prawnik i wykładowca, od 1992 przewodniczący Litewskiej Wspólnoty Żydów. 

## Życiorys
Urodził się w Wilnie, jednak w 1933 jego rodzina przeprowadziła się na Litwę, gdzie ukończył sześć klas Gimnazjum Żydowskiego im. Szolema Alejchema w Kownie. Po wybuchu wojny niemiecko-sowieckiej w 1941 rodzina uciekła w głąb ZSRR. 
Po wyzwoleniu Litwy spod okupacji nazistowskiej osiedlił się wraz z rodziną w Wilnie, gdzie uczył się w lokalnej szkole średniej, a później studiował prawo na Wileńskim Uniwersytecie Państwowym. Był zatrudniony w Wydziale Kłajpedzkim Ministerstwa Sprawiedliwości Litewskiej SRR. Od 1961 do 1988 nauczał prawa w szkołach afiliowanych przez Ministerstwie Spraw Wewnętrznych Litewskiej SRR. 
Po odrodzeniu się żydowskiej wspólnoty na Litwie został mianowany w 1989 dyrektorem generalnym Litewskiej Wspólnoty Żydów, a trzy lata później jej przewodniczącym. W 2006 objął również stanowisko przewodniczącego Wspólnoty Żydowskiej w Wilnie. Współorganizował I i II Światowy Kongres Litwaków. Zmarł po ciężkiej chorobie 27 marca 2014 w Wilnie.